# David Pablos Sánchez
David Pablos Sánchez (Tijuana, 28 de juliol de 1983) és un director, editor i guionista de cinema mexicà. Realitzador en actiu des de 2007, Pablos ha participat en sis llargmetratges, inclosos curts i documentals. Va obtenir el reconeixement per dirigir La vida después (2013) i Las elegidas (2015).
Pablos ha treballat amb actors no professionals en les seves pel·lícules narratives, per les quals ha rebut premis en diversos festivals internacionals, inclosos el Festival Internacional de Cinema de Morelia i el Festival de Canes. Va rebre el premi Ariel al millor curtmetratge de ficció el 2010 per La canción de los niños muertos i el 2016 va guanyar l'Ariel al millor director i millor guió original als 58s premis Ariel a Mèxic pel seu treball a la pel·lícula Las elegidas.

## Antecedents
Va néixer a Tijuana, Baixa Califòrnia, i va estudiar cinema al Centre de Capacitació Cinematogràfica (CCC) de la ciutat de Mèxic. També va rebre una beca atorgada pel Fondo Nacional para la Cultura y las Artes (FONCA) per especialitzar-se en guió.

## Carrera cinematogràfica
El tipus de pel·lícules que m'agraden són aquelles en què els cineastes tenen la seva pròpia veu i s'arrisquen, fent servir la càmera com a eina expansiva, crec que la càmera hauria de prendre la intenció de l'escena i m'agrada posar una càmera on pugui, t'explica més sobre què passa i no es limita a mostrar-ho. Estic molt lligat a la composició, amb els fotogrames, en sóc molt obsessiu, perquè a mi tot té a veure amb l'emoció, perquè és el que dicta els plans i tot. 
Pablos va obtenir el títol acadèmic del CCC amb el curtmetratge La canción de los niños muertos el 2008. La pel·lícula sobre cinc adolescents que perden la seva mare, protagonitzada per Sebastián Aguirre i Rodrigo Azuela, va guanyar al millor curtmetratge de ficció al Festival Internacional de Cinema de Morelia i es va projectar durant la Setmana Internacional de la Crítica del [[]]. Per aquesta obra, Pablos va guanyar el premi Ariel al millor curtmetratge en directe i també el premi SIGNIS durant el quart Festival Internacional de Curtmetratges (FICMEX), sent el veredicte del jurat de SIGNIS que “el film narratiu ens endinsa en la complexitat de sentiments dispars com la violència. i tendresa, ira i perdó, rebel·lió i reconciliació ". Després de dirigir els documentals La escritura en la pared i Una frontera, todas las fronteras (2010), Pablos va estrenar el 2013 el seu primer llargmetratge, La vida después, també protagonitzada per Azuela, Américo Hollander i María Renée Prudencio. La pel·lícula, sobre dos germans que buscaven la seva mare estranya, va rebre el premi Klic atorgat per la cadena de cinema mexicana Cinépolis durant el Festival de Morelia. La vida después va ser l'única pel·lícula mexicana projectada durant la 70a Mostra Internacional de Cinema de Venècia i segons Pablos es tracta de "viure al mateix sostre amb un complet desconegut, tot i que aquesta és la seva família ... té a veure amb la falta de comunicació". Sobre les similituds temàtiques entre el seu primer curtmetratge i el seu primer llargmetratge, Pablos va declarar a la revista Encuadres.
| « | “Sabia que m’interessava continuar parlant de la família, és a dir, de la germanor, però en aquest procés vaig descobrir quina era l'autèntica essència d'aquesta pel·lícula [La Vida Después], que tracta sobre el patrimoni familiar emocionalment més que físicament i com els nois es neguen a seguir els passos dels pares perquè sovint hi ha una mena de cadena impossible de trencar i això genera sentiments de frustració i rebuig. La meva pregunta era si es pot trencar la cadena o no, quines són les conseqüències i que implica la separació de la família que ["la mare"] estima." —David Pablos | » |

Pablos va dirigir 20 y Más por el Arte, una sèrie de televisió creada el 2013 per celebrar el 20è aniversari de Canal 22. La sèrie va seguir 20 beneficiaris de FONCA a través de la seva vida diària i els seus processos creatius. El 2014, la pel·lícula Las Tinieblas, co-escrita per Pablos i el director Daniel Castro Zimbrón, fou inclosa en la selecció oficial Cinéfondation del 67è Festival Internacional de Cinema de Canes. Més tard aquell any, després d'un exhaustiu procés de càsting, Pablos va filmar Las elegidas a Tijuana amb actors no professionals. La pel·lícula es va basar originalment en un llibre escrit pel novel·lista mexicà Jorge Volpi del qual Pablos va desenvolupar un guió que presenta una història d'amor que evoluciona cap a una queixa sobre segrest, tràfic d'esclaus blancs i prostitució, amb un "to documental". Las elegidas va competir a la secció Un Certain Regard del 68è Festival Internacional de Cinema de Canes i després es va estrenar al Festival Internacional de Cinema de Morelia. La revista Sight & Sound va classificar la pel·lícula al número 118 de la llista de les millors pel·lícules del 2015. El 2016, Las elegidas va rebre 13 candidatures als 58è Premis Ariel i va guanyar cinc premis, entre ells el de Millor Fotografia, i Millor Director i Millor Guió Original per a Pablos. La pel·lícula es va estrenar als cinemes de èxic a 14 sales, que segons Pablos era "pobra", i una setmana després va ser transmesa internacionalment per Netflix. Gràcies a aquest acord de distribució, Pablos es va posar en contacte amb la banda britànica White Lies per contractar-lo per dirigir un vídeo musical per a la cançó "Take It Out On Me", el single del seu àlbum Friends (2016), després que Harry McVeigh, cantant de la banda, va veure Las elegidas. Pablos treballa actualment (a partir del 2016) en l'adaptació cinematogràfica de la novel·la Los Detectives Salvajes escrita per l'autor xilè Roberto Bolaño.